# Traiko Kitanchev
Traiko Tsvetkov Kitanchev, Daskaletina (en búlgaro: Трайко Цветков Китанчев; 1 de septiembre de 1858 - 13 de agosto de 1895) fue un profesor, figura social, poeta y revolucionario búlgaro. En 1895, fue el primer presidente del comité supremo macedonio, una organización establecida en Sofía que buscaba la autonomía de Macedonia y el sur de Tracia.
Kitanchev nació en el pueblo de Podmochani cerca de Resen (entonces en la Macedonia otomana, hoy en la República de Macedonia). En 1869, fue enviado a la capital imperial otomana, Estambul, para estudiar en la escuela búlgara en Fanar con la ayuda de Natanael de Ohrid; en Fanar, su compañero de clase era el futuro líder socialista búlgaro Dimitar Blagoev y su maestro fue Petko Slaveykov.
De 1874 a 1879, Kitanchev estudió en el seminario de Kiev en el Imperio ruso. Luego de su graduación, estudió leyes por un tiempo en Moscú hasta 1880.  En ese año, regresó a los Balcanes para trabajar como profesor en el seminario de San Pedro y San Pablo en Lyaskovets y en la escuela secundaria búlgara para hombres en Tesalónica. En 1884, Trayko Kitanchev se trasladó a Plovdiv, que en ese momento seguía siendo la capital de Rumelia Oriental; poco después se estableció en Sofía, capital del Principado de Bulgaria. En ese mismo año, se convirtió en un miembro de pleno derecho de la Sociedad Literaria de Bulgaria (actual Academia de Ciencias de Bulgaria).
Durante la guerra serbo-búlgara de 1885, Kitanchev luchó como voluntario en el ejército búlgaro. En Sofía, Kitanchev se hizo amigo de Stefan Stambolov, con quien incluso compartió una habitación por algún tiempo. Durante el intento de golpe de agosto de 1886 dirigida a derrocar al príncipe Alejandro de Battenberg, Kitanchev acompañó a Stambolov a Tarnovo y escribió la proclama que declaraba la adquisición ilegal de dictado de Stambolov. Durante el mandato de Stambolov como primer ministro de Bulgaria (1887-1894), sin embargo, sus relaciones empeoraron. Tras el asesinato del ministro de Hacienda Hristo Belchev en 1891, Kitanchev fue encarcelado como un posible cómplice.
Después de ser liberado de prisión, Trayko fue elegido nuevamente como profesor en la escuela secundaria búlgara en Tesalónica y después inspector escolar en Tarnovo. Se convirtió en un amigo cercano del líder liberal Petko Karavelov y fue elegido miembro del parlamento por el Partido Demócrata.
Cuando se estableció el comité supremo macedonio en marzo de 1895, Kitanchev fue elegido su primer presidente durante el congreso constituyente de la organización. Sin embargo, el fracaso de la infiltración armada del comité en la Macedonia otomana ese mismo año fue un golpe mortal para la salud de Kitanchev. Murió en Sofía en agosto de 1895.